# Freesia viridis
Freesia viridis és una planta fanerògama que pertany a la família de les iridàcies. És originària de Sud-àfrica.

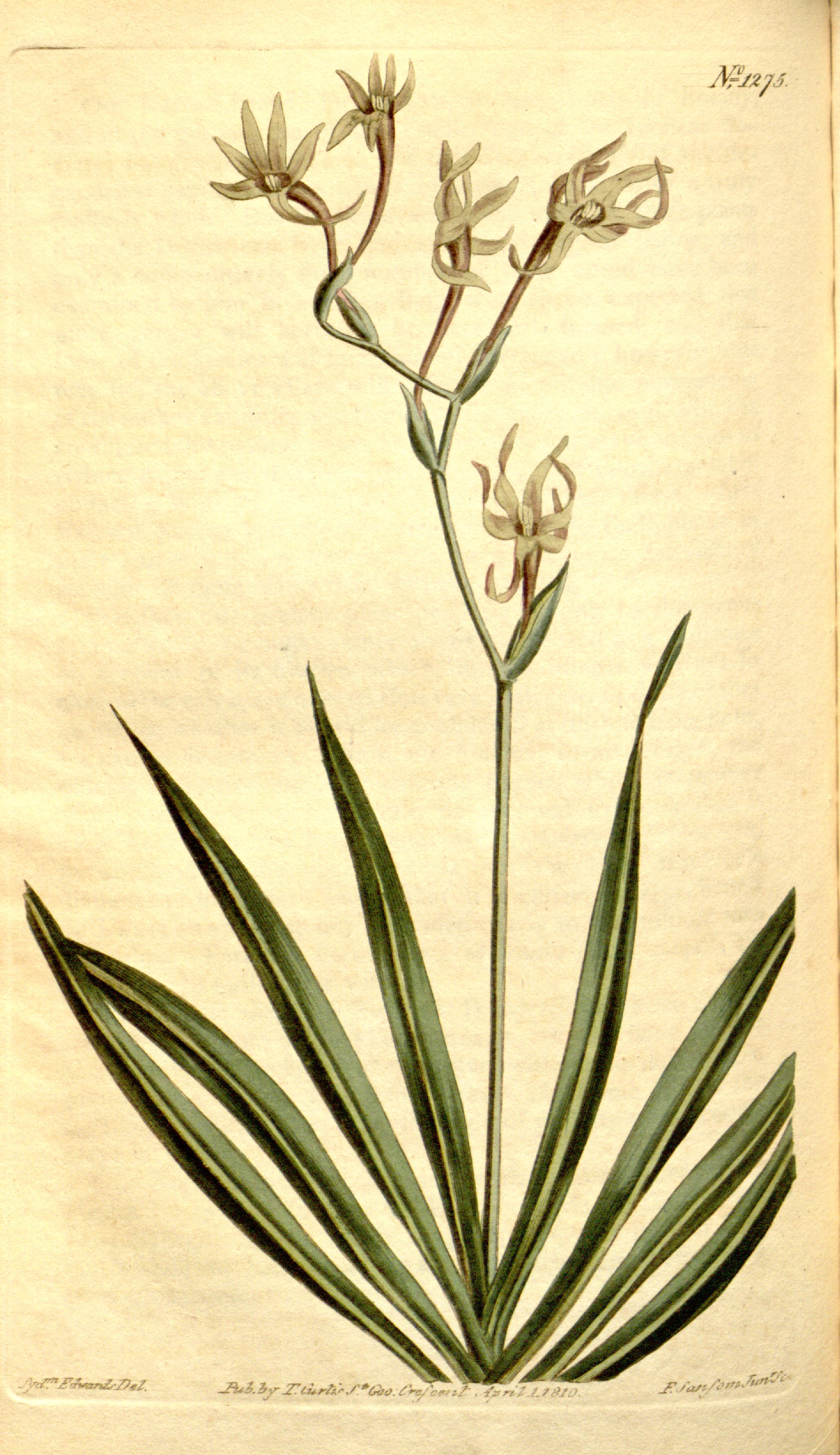
Il·lustració

## Descripció
Freesia viridis és una planta herbàcia perennifòlia, geòfita que assoleix una grandària de 0,1 - 0,3 m d'altura, a una altitud de 155 - 860 metres a Sud-àfrica

## Taxonomia
Freesia viridis va ser descrita per (Aiton) Goldblatt i J.C.Manning i publicat a Systematic Botany 20(2): 172. 1995.
Etimologia
Freesia nom genèric que va ser dedicat en honor del metge alemany Friedrich Heinrich Theodor Freese (1795-1876).
viridis: epítet llatí que significa "de color verd".
Sinonímia
- Anomatheca viridis (Aiton) Goldblatt
- Anomatheca viridis subsp. crispifolia Goldblatt
- Gladiolus viridis Aiton
- Lapeirousia viridis (Aiton) L.Bolus
- Montbretia viridis (Aiton) Voigt
- Tritonia viridis (Aiton) Ker Gawl.
- Waitzia viridis (Aiton) Kreysig[4][5]